# Albero binario di ricerca bilanciato
In informatica, un albero binario di ricerca bilanciato è un albero binario di ricerca la cui altezza, grazie a particolari condizioni che la sua struttura deve soddisfare, rimane limitata. Queste condizioni implicano delle operazioni di inserimento ed eliminazione più complesse rispetto a quelle di semplici alberi binari, ma garantiscono che esse vengano eseguite in O(log n).

## Esempi
Alcune strutture di dati che implementano questo tipo di alberi sono:
- Albero AA
- Albero AVL
- B-Albero
- RB-Albero
- Albero splay